# مينورو ميكي
مينورو ميكي (باليابانية: 三木滋人) هو مصور سينمائي ياباني، ولد في 26 ديسمبر 1902، وتوفي في 21 أكتوبر 1968.

## وصلات خارجية
- مينورو ميكي على موقع IMDb (الإنجليزية)
- مينورو ميكي على موقع أول موفي (الإنجليزية)
- مينورو ميكي على موقع قاعدة بيانات الفيلم (الإنجليزية)